# Ženijní skupinové velitelství VI Trutnov

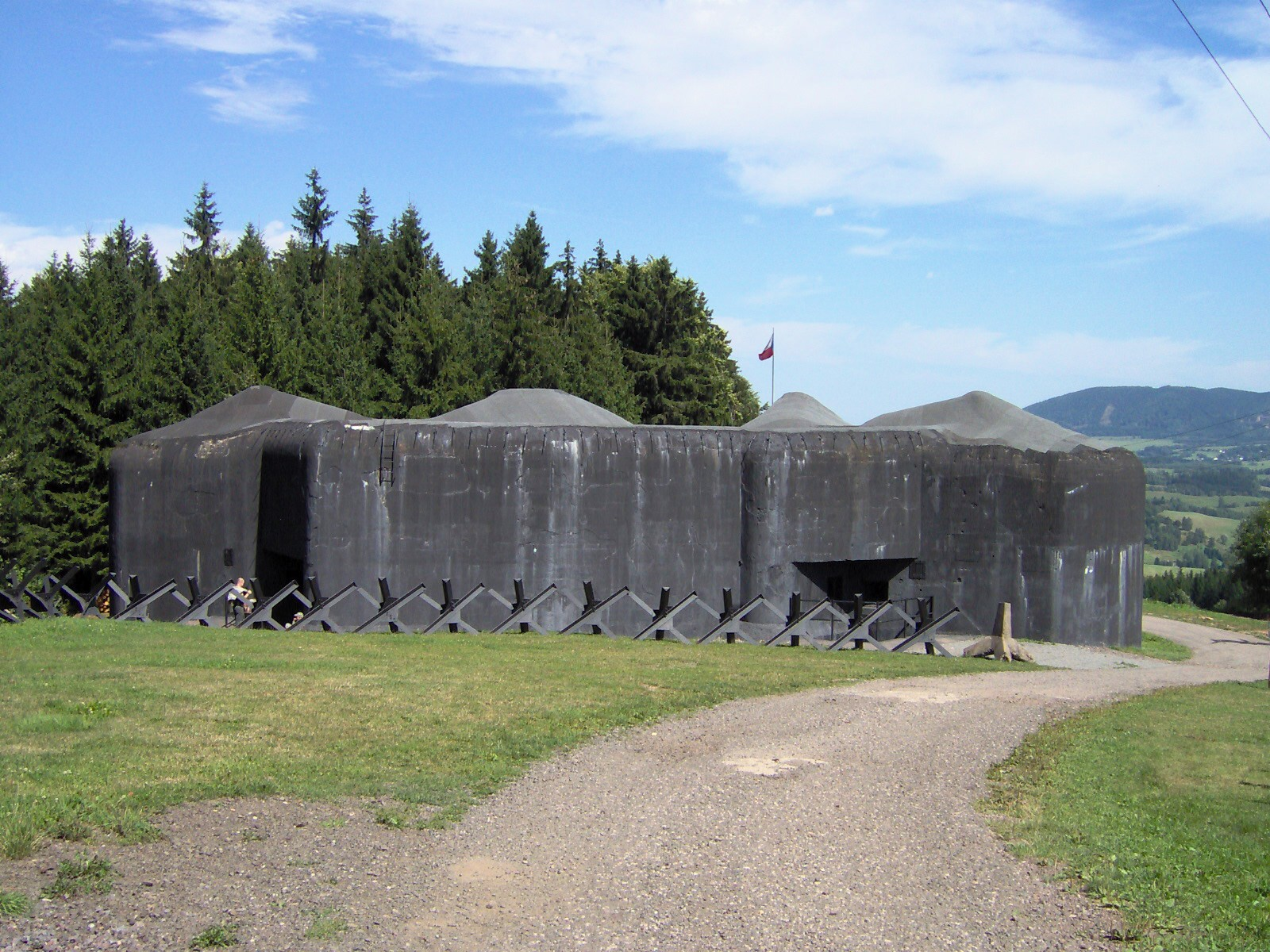
Jediný postavený tvrzový objekt na Trutnovsku, pěchotní srub T-St-S 73 Polom, upravený jako muzeum tvrze Stachelberg

ŽSV VI Trutnov bylo velitelství opevňovacích prací se sídlem v Trutnově, které ve druhé polovině 30. let 20. století řídilo výstavbu úseku těžkého opevnění mezi Hronovem na Náchodsku a východní částí Krkonoš. Přeneseně se toto označení používá i pro samotný tento úsek opevnění. Ze 100 zamýšlených objektů těžkého opevnění tohoto úseku bylo postaveno pouze 29. 
V prostoru ŽSV Trutnov měly být vybudovány dvě dělostřelecké tvrze. Tvrz Poustka (Grünwald) nad Bezděkovem, jejíž výstavba nebyla zadána a tvrz Stachelbeg (Ježová hora) nad Babím, která byla rozestavěna. Další dělostřelecká tvrz (Jírová hora) připadla ŽSV V Náchod. 

## Základní informace
ŽSV VI bylo zřízeno ke dni 3. června 1936, činnost ukončilo v říjnu 1938. Organizačně bylo rozděleno na šest stavebních podúseků, v rámci kterých byla zadána stavba 61 objektu těžkého opevnění (z nich bylo 29 postaveno).  
Objekty ŽSV VI Trutnov jsou číslované od východu na západ a mají ve svém evidenčním označení písmeno T (objekty T-S 21 až T-S 106), případně zkratku KrK-L (dva objekty KrK-L-S I a KrK-L-S II v prostoru Luční hory v Krkonoších). 
Původní východní část úseku (prostor mezi Zbečníkem a Chlívcemi, objekty T-S 1a až T-S 20 včetně plánované dělostřelecké tvrze Jírová hora) byla později organizačně podřízena sousednímu ŽSV V Náchod. 
Velitelství ŽSV VI bylo umístěno v prvním patře hotelu Union (dříve České reálné gymnázium, dnes budova Okresního soudu) v Trutnově. Ve věcech hospodářskoprávních podléhalo hraničářskému praporu 2 v Trutnově.

## Stavební podúseky

### 1./VI. Petříkovice

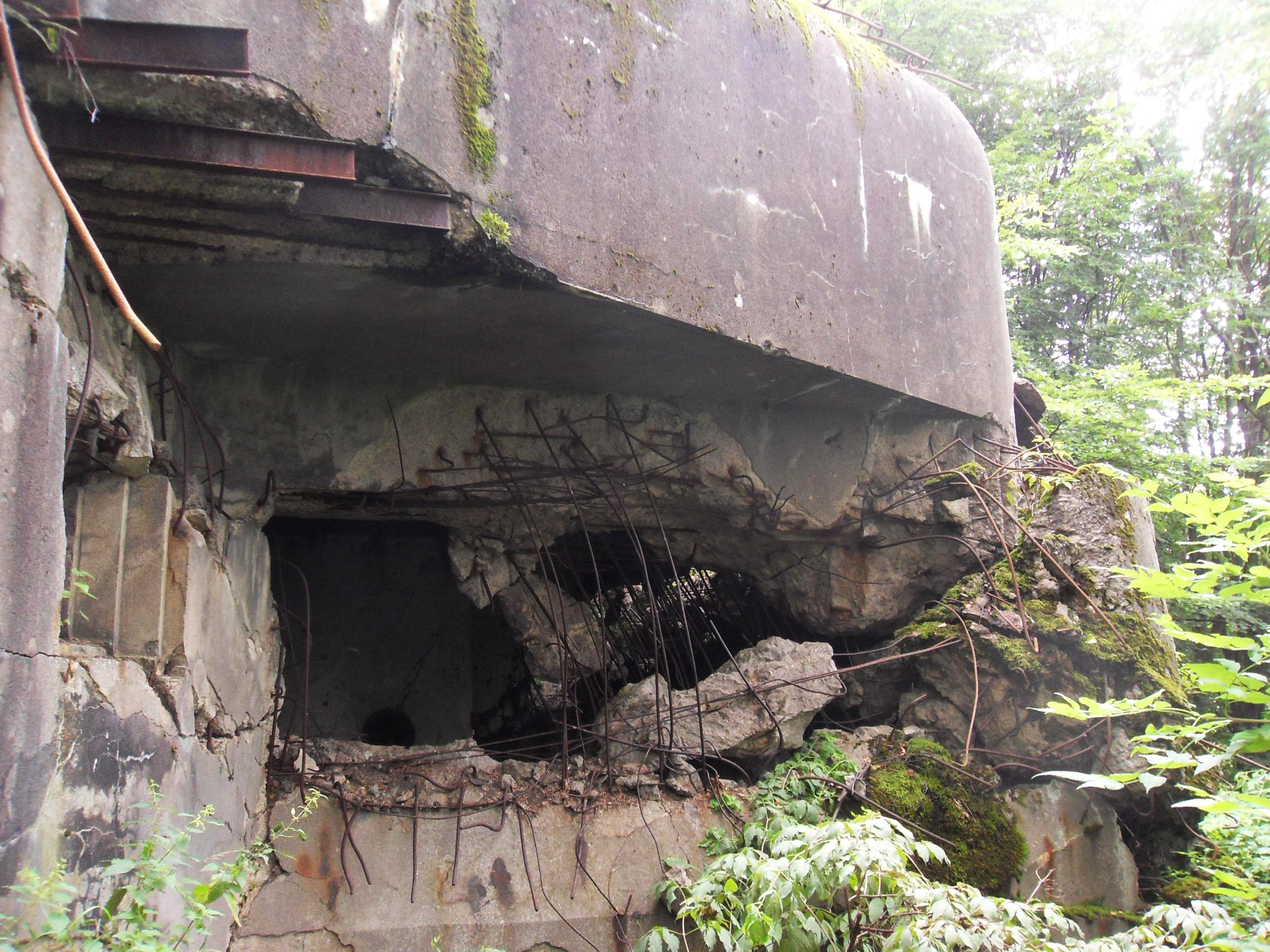
První vybetonovaný objekt ŽSV Trutnov T-S 52b Na skále, poničený vnitřním výbuchem za okupace.

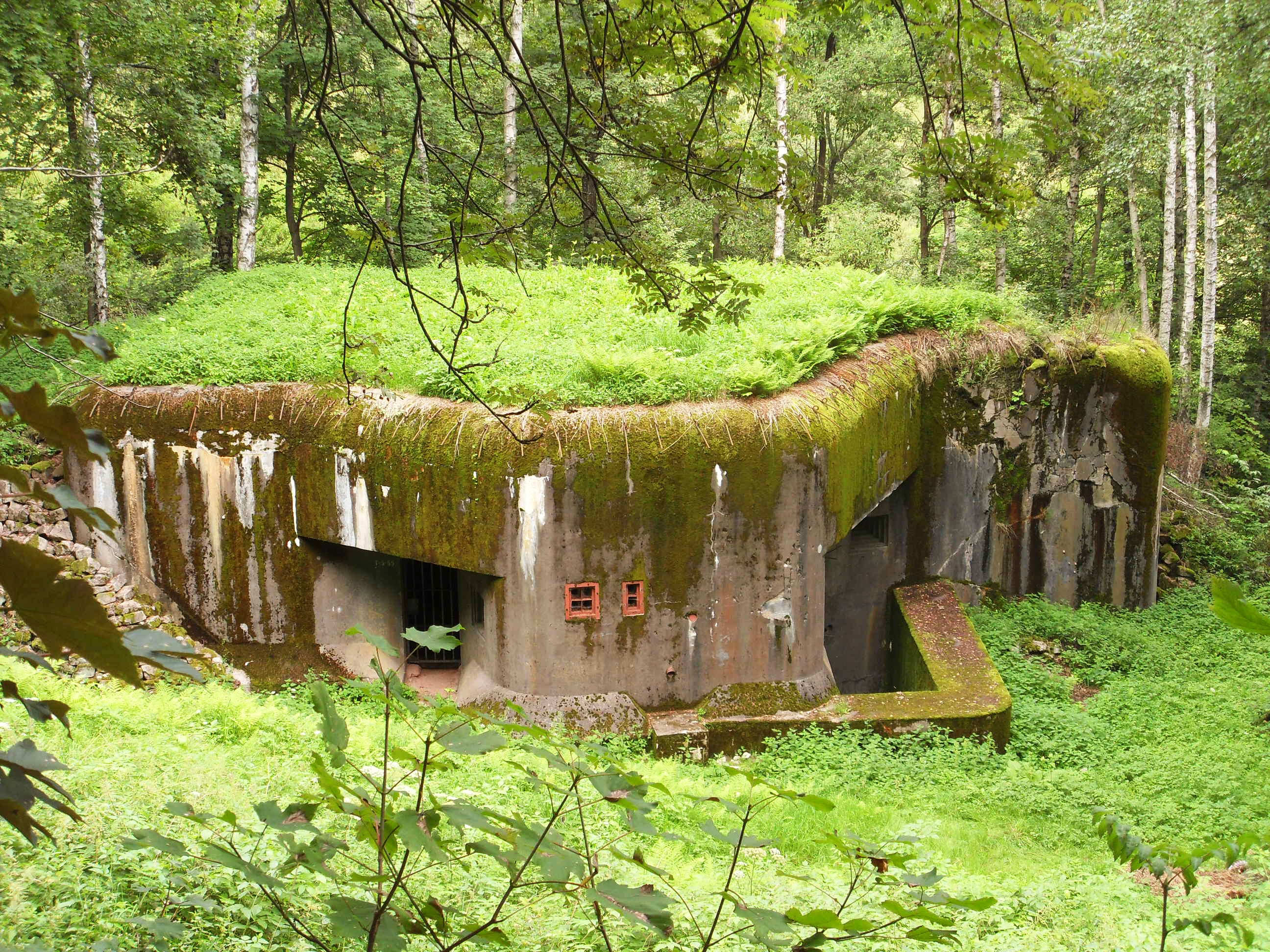
Pěchotní srub T-S 55 Na stráni

Do stavebního podúseku Petříkovice bylo zahrnuto 10 samostatných pěchotních srubů na západním křídle dělostřelecké tvrze Poustka. V tomto prostoru se nacházely dva důležité uzávěry - Petříkovice a Debrné.
Podúsek Petříkovice byl druhým zadaným stavebním úsekem spadajícím pod ŽSV Trutnov. Byl zadán k výstavbě 13. října 1937 firmě LITICKÁ a.s., Praha II, výstavba začala 8. listopadu 1937. Jako první objekt byl vybetonován ve dnech 8.–15. dubna 1938 T-S 52b Na skále. Podúsek 1./VI. Petříkovice byl v září 1938 nejdokončenější úsek linie TO na Trutnovsku. Do sedmi objektů se podařilo osadit i pancéřové zvony, pracovalo se na překážkovém systému.
- T-S 52b Na skále
- T-S 53 Na výhledech
- T-S 54 Nad dráhou
- T-S 55 Na stráni
- T-S 56 U strže
- T-S 57 U smrku
- T-S 58 Velký les
- T-S 59 U břízy
- T-S 60 U statku
- T-S 61 Hranice

### 1a./VI. Slavětín

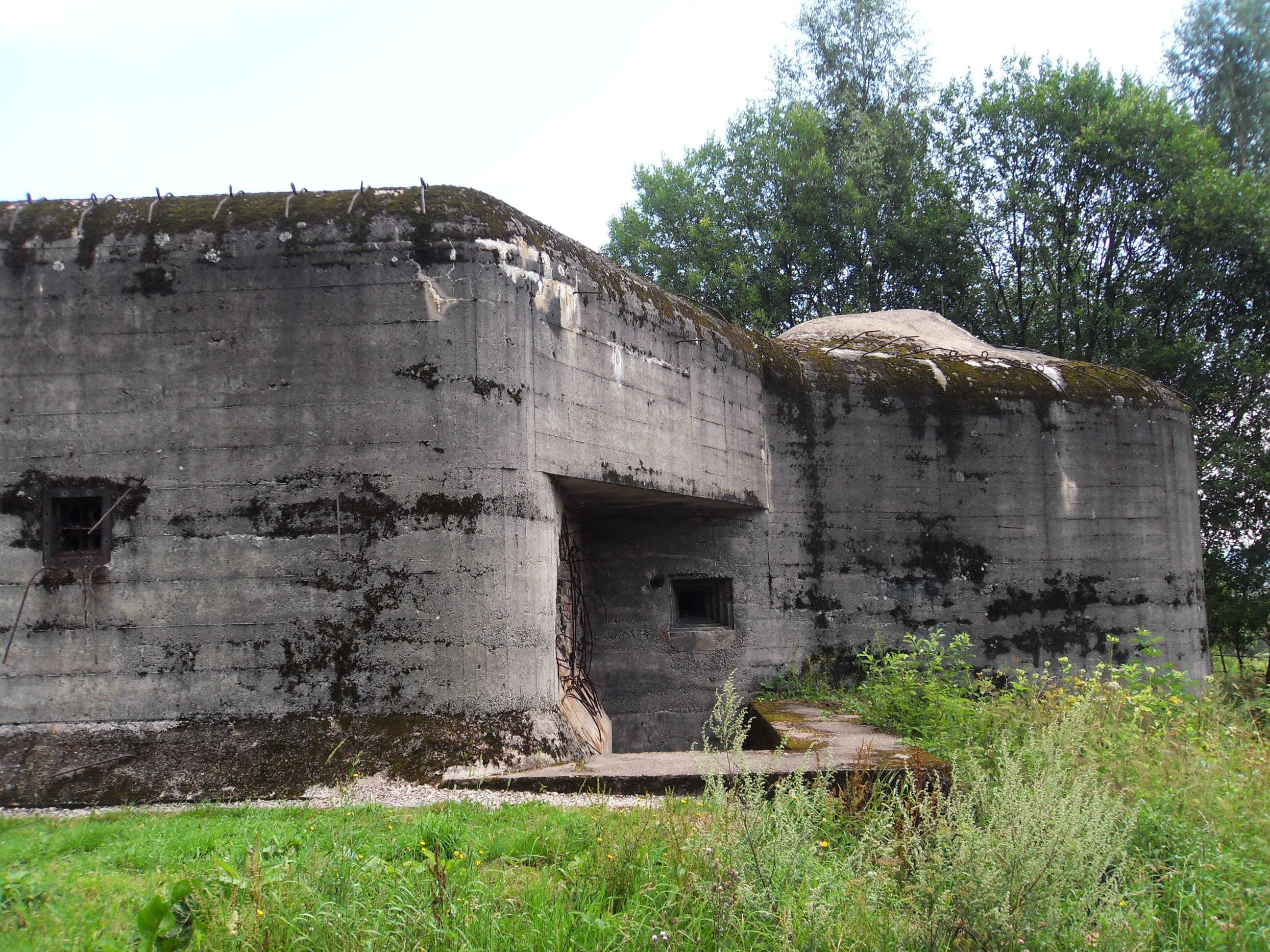
Pěchotní srub T-S 43 Pod lesem zůstal ve stavu krátce po betonáži, bez dokončených omítek

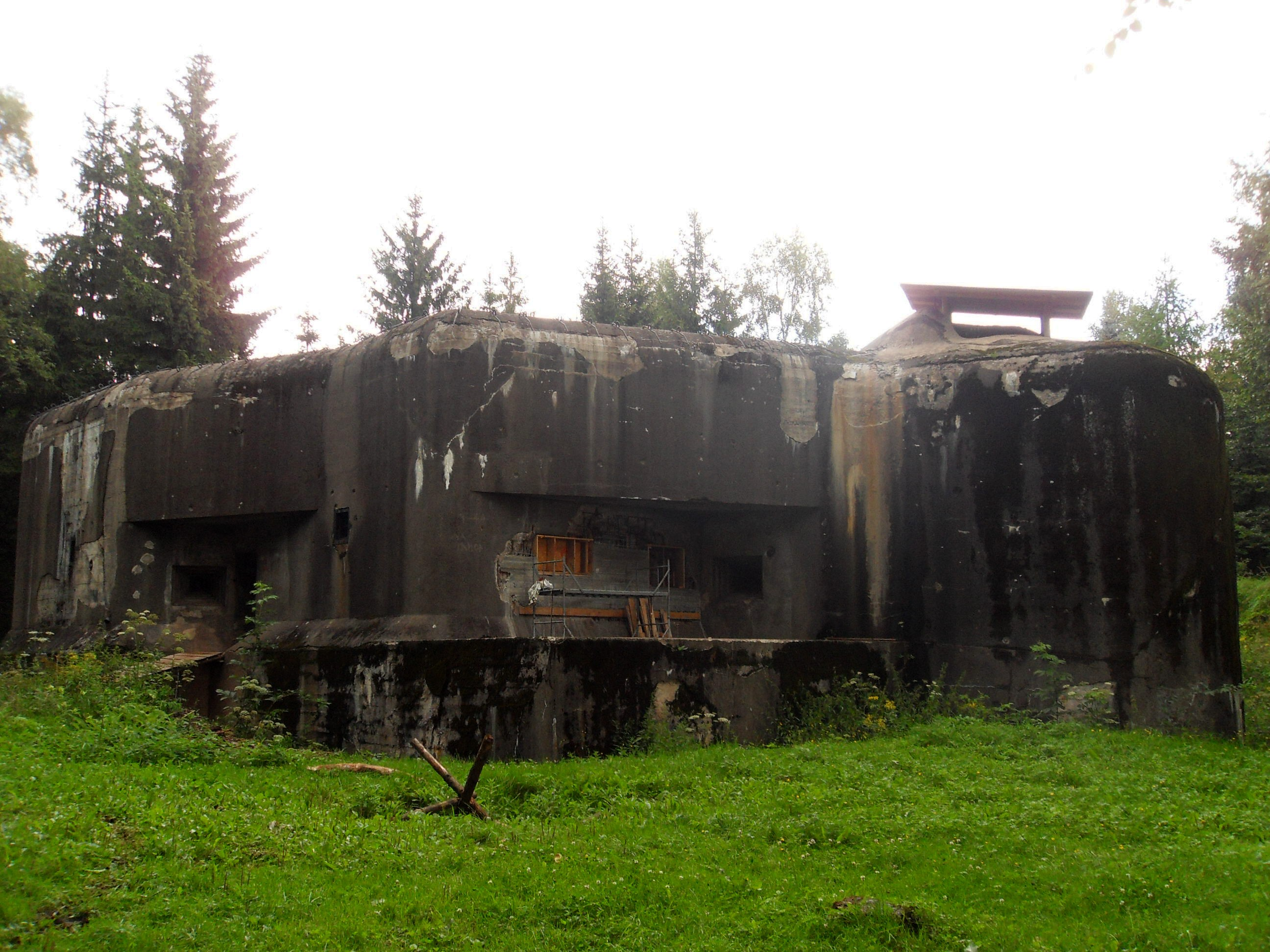
Pěchotní srub T-S 44 Na pahorku, který je rekonstruován na muzeum

Do stavebního podúseku Slavětín bylo zahrnuto 8 samostatných pěchotních srubů na hřebeni Jestřebích hor, od vrchu Žaltman po pravé křídlo plánované dělostřelecké tvrze Poustka.
Přestože podúsek byl zadán až 17. června 1938 a stavba začala 1. července toho roku, podařilo se vybetonovat dva pěchotní sruby (T-S 43 Pod lesem, T-S 44 Na pahorku), první z nich, T-S 44, byl vybetonován ve dnech 19.–26. srpna 1938. U zbývajících se staveniště nacházela v různém stadiu výstavby – u pěti objektů byly dokončeny výkopové práce a byla vybetonována základová skořápka (T-S 38 až 42).
- T-S 37 U kamene
- T-S 38 V boru
- T-S 39 V průseku
- T-S 40 U chaty
- T-S 41 Nad Slavětínem
- T-S 42 Na srázu
- T-S 43 Pod lesem
- T-S 44 Na pahorku

### 2./VI. Zlatá Olešnice

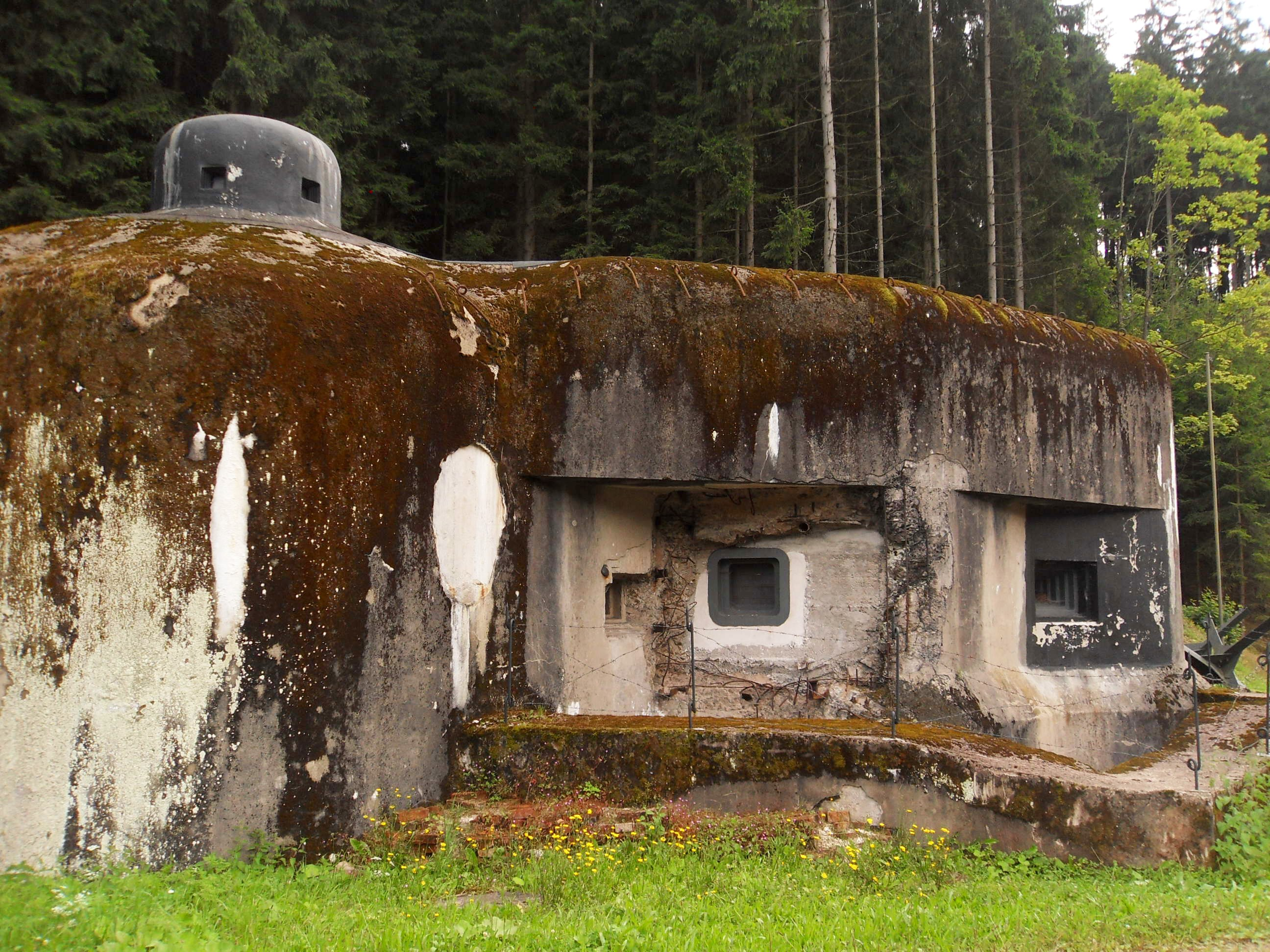
Pěchotní srub T-S 63 U potoka s unikátním uspořádáním střílen a zlaomeným diamantovým příkopem

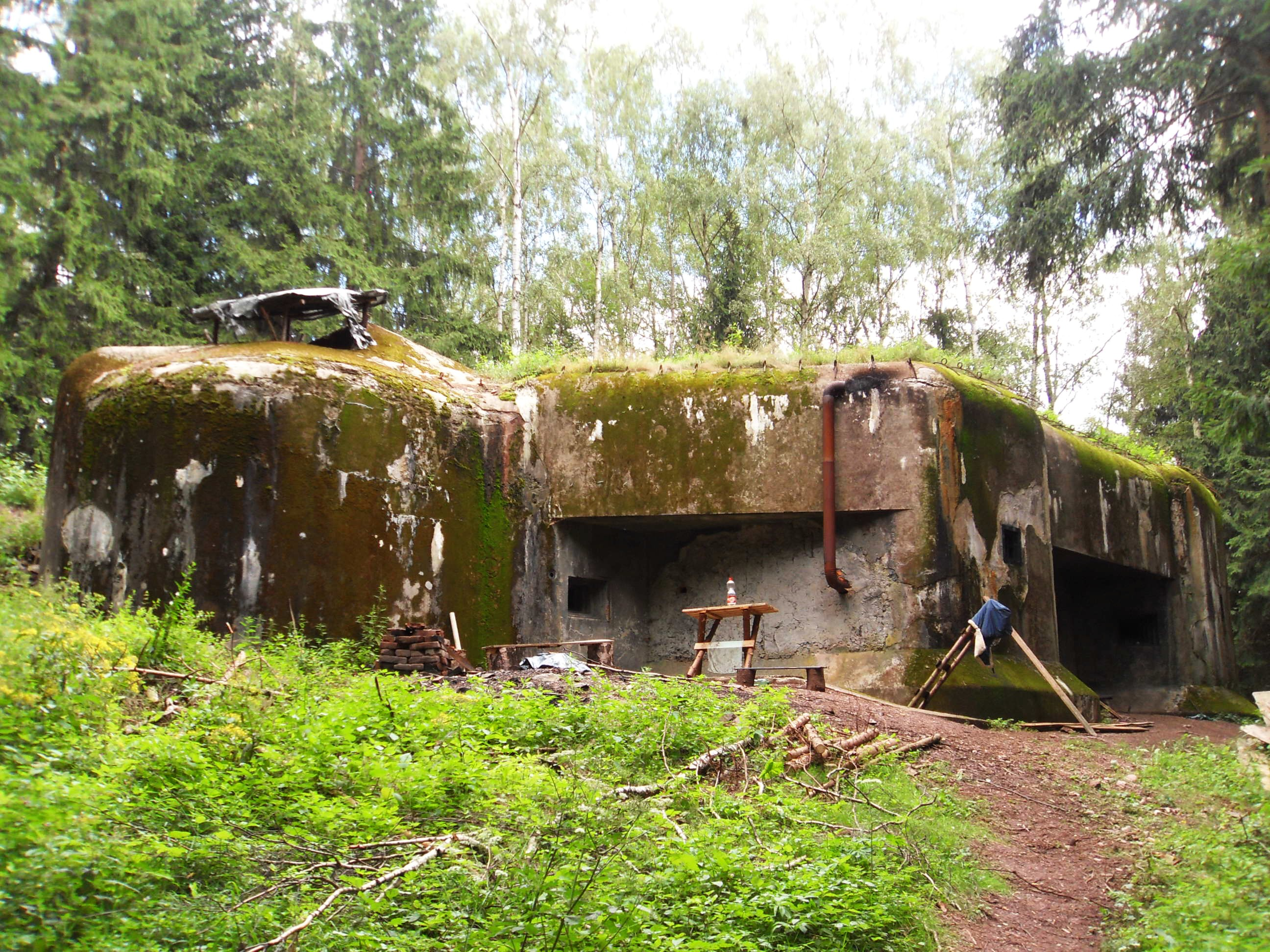
Pěchotní srub T-S 65 U buku

Devět pěchotních srubů tohoto stavebního podúseku tvořilo pevnostní linii mezi obcí Libeč a pravým křídlem dělostřelecké tvrze Stachelberg. Důležitý byl především uzávěr Zlatá Olešnice, kde procházela důležitá komunikace vedoucí od státní hranice do Trutnova. Údolím říčky Ličné procházela neméně důležitá železniční trať ve stejném směru.
Podúsek byl zadán k výstavbě 18. září 1937 firmě INŽESTA, stav. spol. s.r.o., Bratislava, práce začaly 15. října toho roku. Jako první objekt byl vybetonován ve dnech 17.–26. května 1938 T-S 64 Na kopci. Vybetonovat se podařilo 7 objektů (T-S 63 až 68), dva krajní objekty tohoto podúseku (T-S 62, 69) zůstaly nedokončeny – byly provedeny výkopové práce a betonáž základové skořápky.
- T-S 62
- T-S 63 U potoka
- T-S 64 Na kopci
- T-S 65 U buku
- T-S 66a Na rozcestí
- T-S 66b V poli
- T-S 67 Nad lomem
- T-S 68 Na propustku
- T-S 69 V maliní

### 3./VI. Stachelberg (Babí)

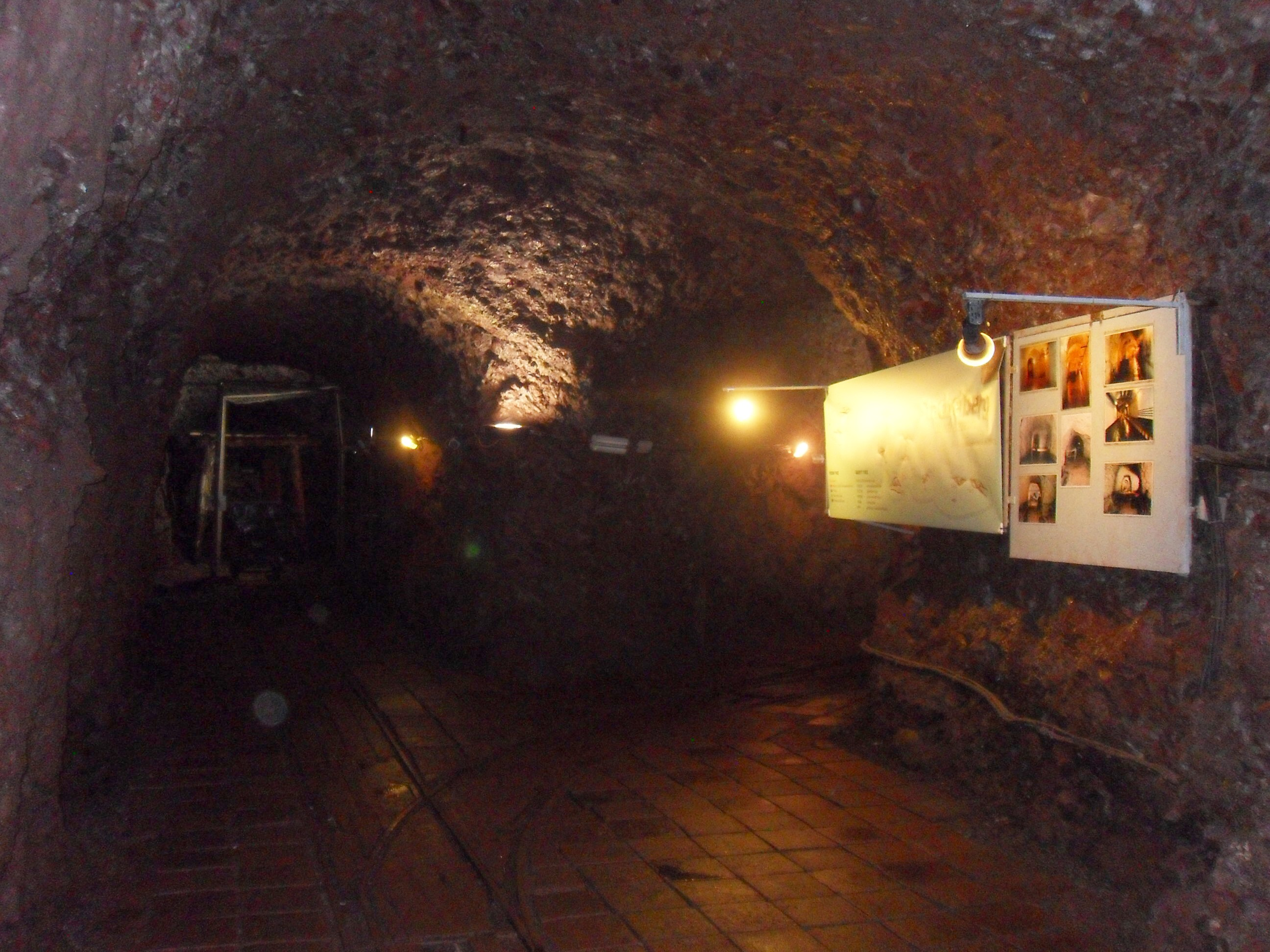
Zpřístupněné podzemí dělostřelecké tvrze Stachelberg

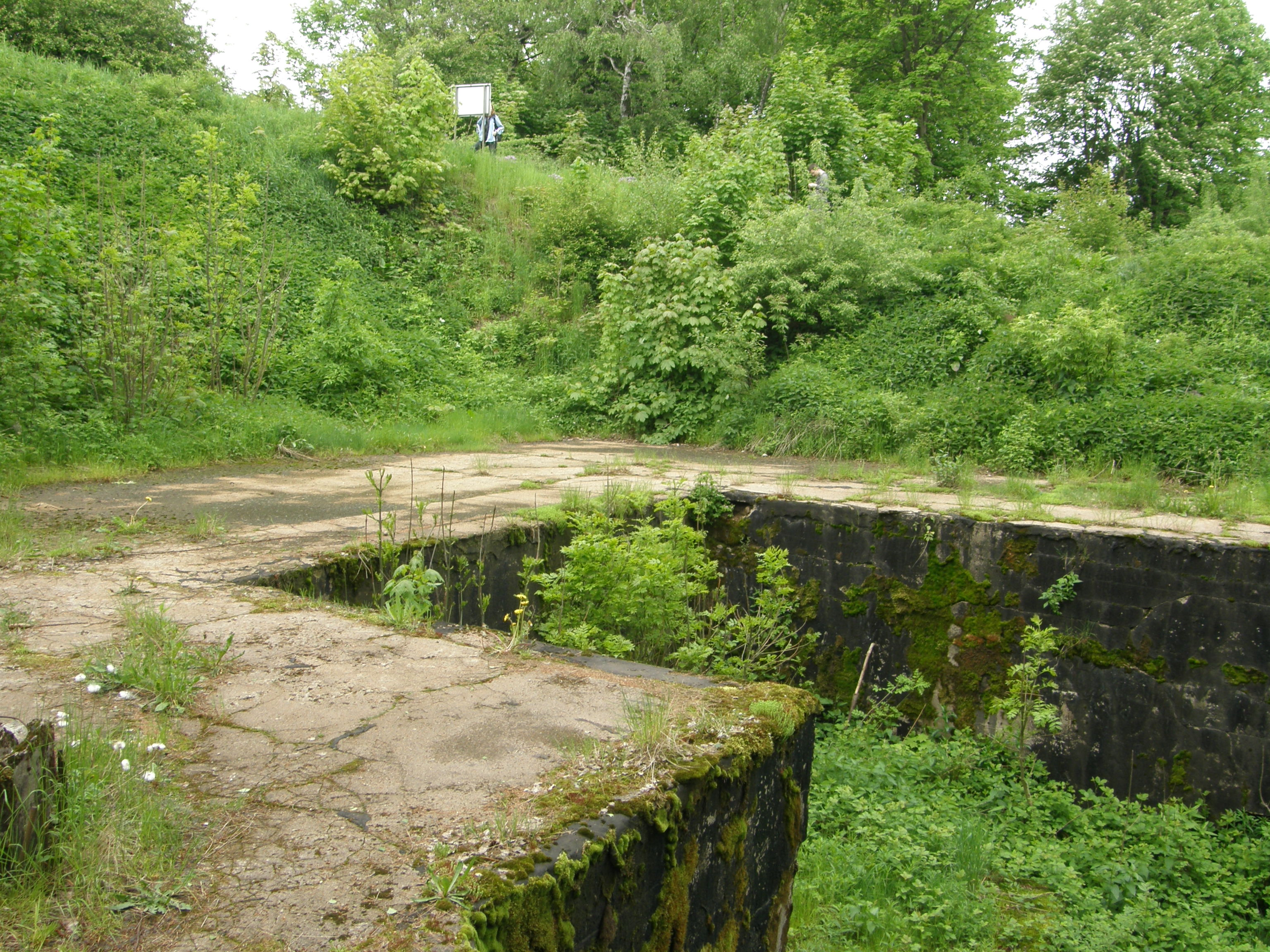
Lomená základová deska nepostaveného pěchotního srubu T-St-S 72 Chlum

Stavební podúsek Stachelberg neboli Babí byl největším stavebním celkem u ŽSV Trutnov. Kromě 4 izolovaných a 9 tvrzových objektů měly stavební firmy vybudovat i rozsáhlé podzemní prostory tvrze Stachelberg.
Podúsek Babí byl jediným případem, kdy stavba jednoho úseku byla zadána dvěma firmám – Ing. Z. KRULIŠ a KONSTRUKTIVA, a.s., Praha II. Byl to také první úsek těžkého opevnění na Trutnovsku, kde byla zahájena výstavba. Jako první objekt byl vybetonován ve dnech 9.–16. června 1938 T-S 82 V končinách. Do konce září 1938 byly vybetonovány všechny izolované sruby: T-S 70 na východním křídle tvrze a T-S 81a, T-S 81b a T-S 82 na západním křídle. T-S 82 V končinách je vůbec nejzápadnějším postaveným pěchotním srubem v bývalém Československu (kromě zkušebního a cvičného objektu CE).
Z tvrzových objektů se podařilo dokončit betonáž pouze jediného objektu - mohutného pěchotního srubu T-S 73. Také práce v podzemí tvrze nebyly zdaleka dokončeny. Pracovalo se na výlomech, pouze malá část podzemní prostor byla vybetonována.
- T-S 70 U kříže
- soustava tvrze Stachelberg:
  - T-St-S 71
  - T-St-S 72 Chlum
  - T-St-S 73 Polom
  - T-St-S 74 U silnice
  - T-St-S 75
  - T-St-S 76
  - T-St-S 76a
  - T-St-S 77
  - T-St-S 78
  - T-St-S 79
  - T-St-S 80
  - T-St-S 80a U kanceláře
- T-S 81a Na hřebeni
- T-S 81b Vrchy
- T-S 82 V končinách

### 4./VI. Odolov

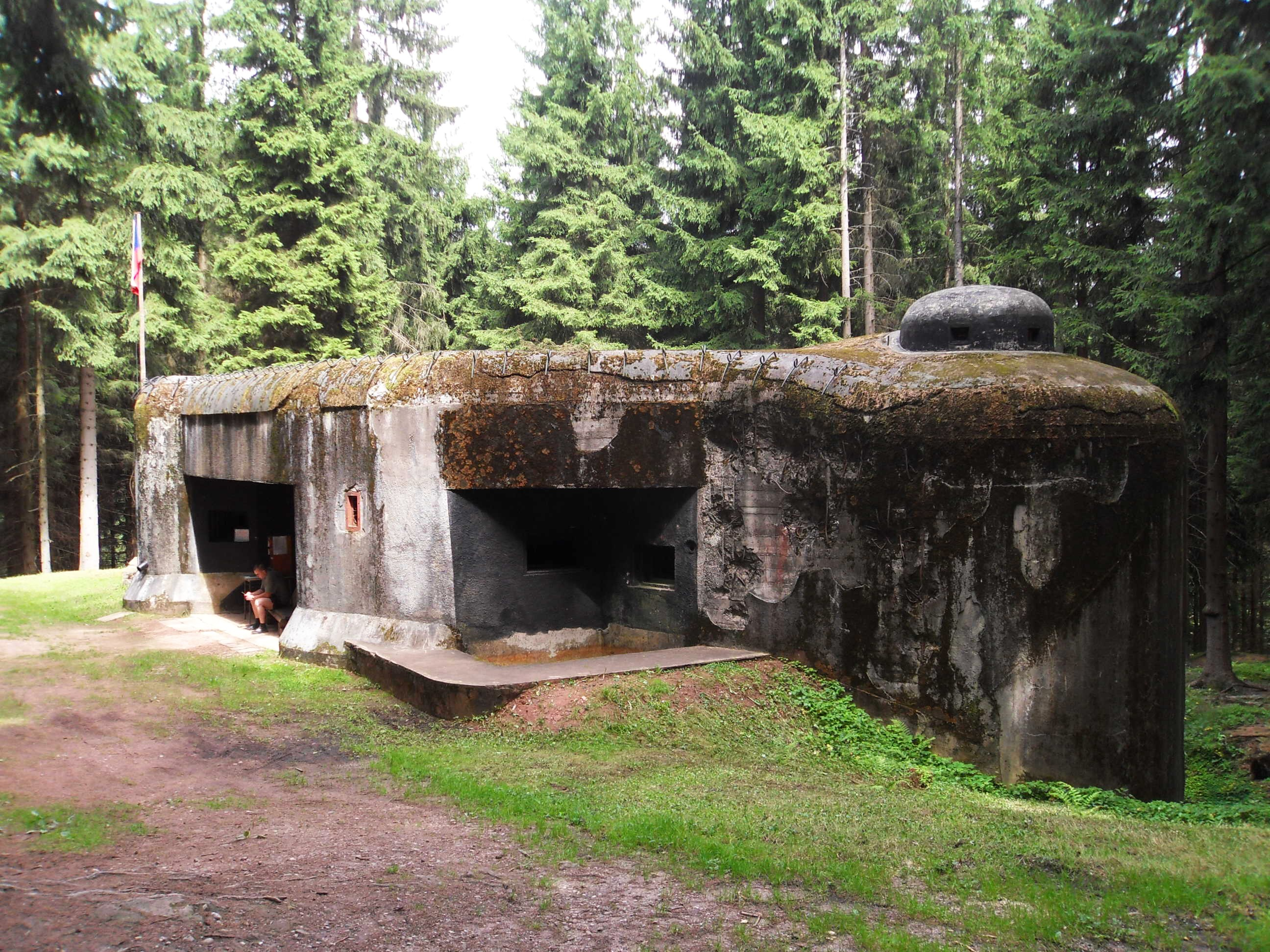
Částečně rekonstruovaný objekt T-S 26 Nad rybníkem

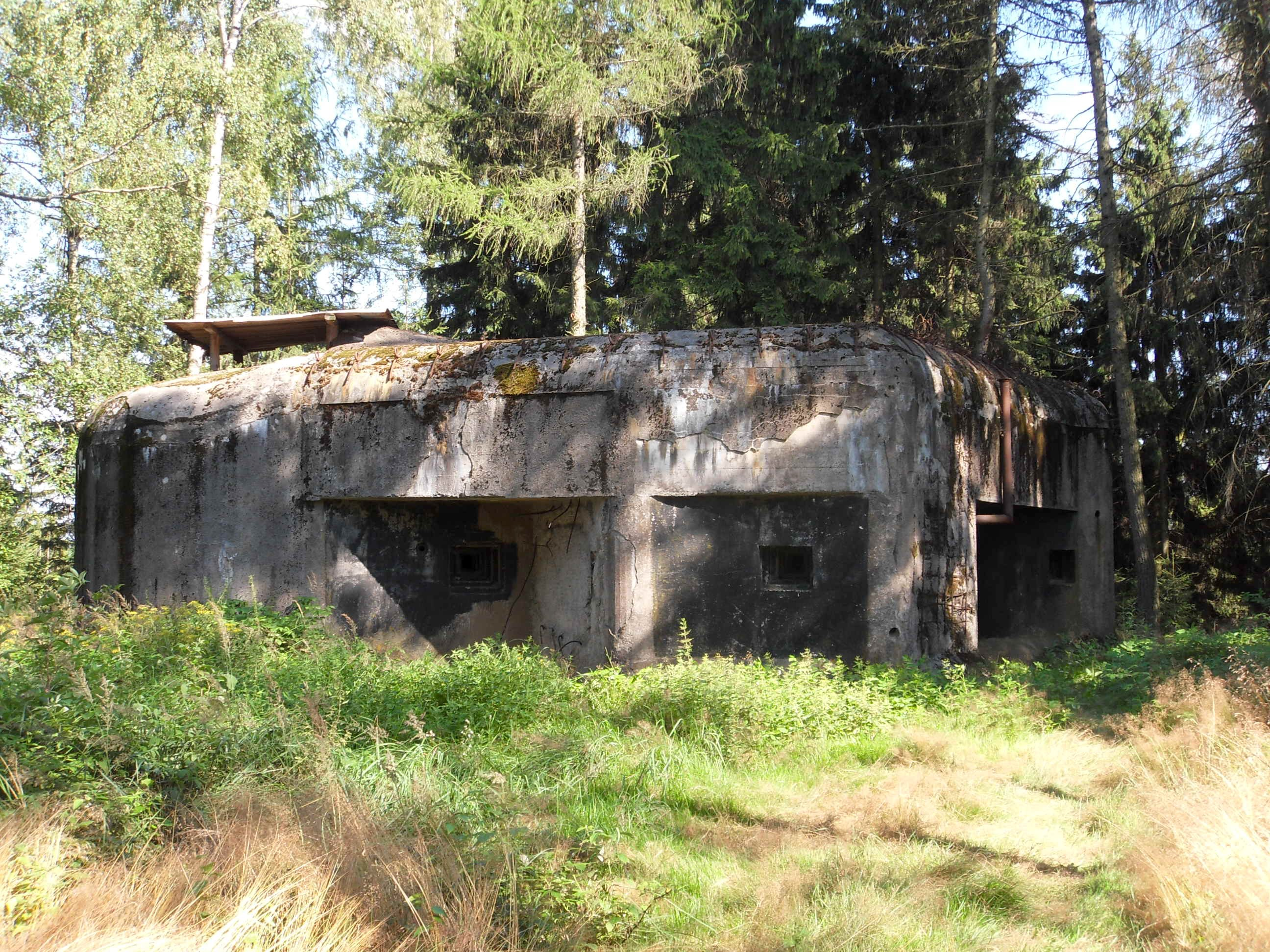
T-S 28 Nad pramenem, jeden z mála postavených objektů arabského stupně odolnosti na Trutnovsku

Objekty, které měly být postaveny v rámci stavebního podúseku Odolov, tvořily linii těžkého opevnění ve východní části Jestřebích hor, západně od plánované dělostřelecké tvrze Jírová hora. Objekty měly mimo jiné přehradit dvě důležité komunikace přecházející přes hřeben Jestřebích hor - uzávěry Chlívce a Odolov.
Přestože podúsek byl firmě Ing. Rudolf FRIČ, Bratislava, zadán až 27. dubna 1938 a práce zahájeny 16. května 1938, podařilo se vybetonovat 5 izolovaných pěchotních srubů v prostoru Odolova (T-S 24 ž 28). Na stavbě zbývajících srubů se pracovalo. Prvním vybetonovaným objektem byl ve dnech 25.–30. července 1938 T-S 28 Nad pramenem.
- T-S 21
- T-S 21a
- T-S 22
- T-S 23a
- T-S 23b
- T-S 24
- T-S 25 U cesty
- T-S 26 Nad rybníkem
- T-S 27 Nad vesnicí
- T-S 28 Nad pramenem

### 5./VI. Albeřice (Maršov)
Podúsek Maršov byl posledním stavebním úsekem, jehož stavbu se podařilo na Trutnovsku zadat. Vzhledem k tomu, že stavební práce se rozběhly až koncem léta 1938, nepodařilo se vybetonovat ani jeden ze zadaných pěchotních srubů. Objekty T-S 101a, 104, 105 a 106 měly být zadány až dodatečně. Podúsek byl zadán firmě Dr. Ing. KAPSA & MÜLLER, Praha VII dne 6. srpna 1938 a práce začala 22. srpna. Podařilo se zahájit pouze výkopové práce u objektů KrK-L-S I a KrK-L-S II.
- T-S 95
- T-S 96
- T-S 97
- T-S 98
- T-S 99
- T-S 100
- T-S 101a
- T-S 101b
- T-S 102
- T-S 103
- T-S 104
- T-S 105
- T-S 106
- KrK-L-S I
- KrK-L-S II

### 6./VI. Poustka
Podúsek 6 měl být tvořen objekty dělostřepecké tvrze Poustka, která měla mít 10 objektů na povrchu a rozsáhlé podzemí, a měl být zadán k výstavbě v roce 1939.
- soustava tvrze Poustka:
  - T-Pa-S 45
  - T-Pa-S 46
  - T-Pa-S 47
  - T-Pa-S 48
  - T-Pa-S 49
  - T-Pa-S 49a
  - T-Pa-S 50
  - T-Pa-S 51
  - T-Pa-S 52a

### 4a./VI. Žaltman
Měl být zadán v roce 1939.
- T-S 29, T-S 30, T-S 31, T-S 32, T-S 33, T-S 34, T-S 35, T-S 36

### 6./VI. Rýchory
Měl být zadán v roce 1939.
- T-S 83, T-S 84a, T-S 84b, T-S 85, T-S 86, T-S 87, T-S 88, T-S 89, T-S 90, T-S 91, T-S 92, T-S 93, T-S 94